# Daniel Sarmiento
Daniel Sarmiento Melián (ur. 25 sierpnia 1983 w Las Palmas de Gran Canaria) – hiszpański piłkarz ręczny, reprezentant kraju grający na pozycji środkowego rozgrywającego. Obecnie występuje w drużynie Orlen Wisła Płock.

## Sukcesy

### klubowe
- mistrzostwo Hiszpanii  2011
- Liga Mistrzów  2011, 2015
- puchar Króla  2010
- Puchar EHF: 4. miejsce 2017